# Demetrius O’Mahony
Demetrius (Dermod) O’Mahony, hrabia Mahony (zm. 1777) – irlandzki arystokrata, wojskowy i dyplomata, służący w armii i dyplomacji hiszpańskiej zgodnie z tradycją rodziny. Był synem Johna O’Mahony, hrabiego Mahony.
Tytuł hrabiego Mahony odziedziczył po swym starszym bracie Jamesie (1699-1757), chrześniaku Jakuba II Stuarta.
W wojsku hiszpańskim Demetrius O’Mahony osiągnął rangę generała brygady. W grudniu 1755 roku odszedł z armii. W 1760 roku mianowany ambasadorem Hiszpanii w Wiedniu. Nigdy nie zapomniał, że jest Irlandczykiem; 17 maja 1766 hucznie obchodził Dzień św. Patryka zapraszając na nie wiedeńską elitę.